# Polycentropus chilensis
Polycentropus chilensis is een schietmot uit de familie Polycentropodidae. De soort komt voor in het Neotropisch gebied.